# Ross Bagley
Ross Elliot Bagley (Los Angeles, 5 december 1988) is een Amerikaans acteur, onder andere bekend van zijn rol als "Buckwheat" in de film The Little Rascals, in Nederland ook wel bekend onder de naam De boefjes. Daarnaast speelde hij het neefje van Will Smith in de televisieserie The Fresh Prince of Bel-Air. Met Smith was hij later tevens te zien in de film Independence Day.

## Filmografie
- The Fresh Prince of Bel-Air - televisieserie - Nicky Banks (25 afl., 1994-1996)
- The Little Rascals (1994) - William 'Buckwheat' Thomas
- Babe (1995) - Puppy (stem)
- Eye for an Eye (1996) - Sean Kosinsky
- Independence Day (1996) - Dylan Dubrow
- Profiler - televisieserie - rol onbekend (afl. Modus Operandi, 1996)
- Providence - televisieserie - Eldon (afl. Tying the Not, 1999)
- The Wild Thornberrys - televisieserie - Hutu (afl. Chimp off the Old Block, 1999, stem)
- Judging Amy - televisieserie - Micah Benton (afl. Sins of the Father, 2004)

- Gemeinsame Normdatei: 1227740611
- International Standard Name Identifier: 0000 0001 1905 9713
- Library of Congress Control Number: no2011066065
- Virtual International Authority File: 170192759
- WorldCat: E39PBJcwB99rfmdFRJf9MYm8G3